# Groß Klessow
Groß Klessow, niedersorbisch Klěšow, ist ein Ortsteil der Stadt Lübbenau/Spreewald im nördlichen Teil des südbrandenburgischen Landkreises Oberspreewald-Lausitz. Am 31. Dezember 2022 hatte der Ortsteil 329 Einwohner, davon 246 in Groß Klessow (mit Redlitz) und 83 in Klein Klessow.

## Lage
Groß Klessow liegt in der Niederlausitz nordöstlich des Naturparks Niederlausitzer Landrücken und südlich des Spreewalds. Zum Ortsteil gehören neben dem Dorf Groß Klessow der Gemeindeteil Klein Klessow und der Wohnplatz Redlitz. Südlich befindet sich der ehemalige Tagebau Seese-West. Groß Klessow zählt zum amtlichen Siedlungsgebiet der Sorben/Wenden.
Der Ortsteil grenzt im Norden an Lübbenau, im Osten an Boblitz, im Südosten an Groß Lübbenau, im Süden und Südwesten an Kittlitz mit Eisdorf, im Westen an Groß Beuchow mit Klein Beuchow und im Nordwesten an Zerkwitz.

## Geschichte
Groß Klessow wurde in einer Urkunde der Standesherrschaft Lübbenau vom 29. September 1315 als magnum Clessow erstmals erwähnt. Im Jahr 1511 erfolgte die Nennung als Clessaw, im Laufe des 16. Jahrhunderts als Groß Klessow. Die niedersorbische Namensvariante wurde 1761 als Klėschow und 1843 als Klješow genannt. Der Ortsname geht in der Bedeutung möglicherweise auf das altsorbische klęs- für Vertiefung oder Senke zurück. Ähnliche Worte gibt es mit klesati in der tschechischen und klęsnąć in der polnischen Sprache. Auch eine Verbindung zum Personennamen Kleš ist möglich – ähnlich wie beim tschechischen Ortsnamen Klešice. Arnošt Muka stellt eine Verbindung mit dem Wort klěkati für knien bzw. hinken her. Der Sprachwissenschaftler Eichler schließt eine Verbindung zum niedersorbischen Wort klěšć für Brachse aus.
Die Besiedelung des Ortes lässt sich durch Urnenfelder bis in die Jungbronzezeit zurückverfolgen. Nachdem Groß Klessow bereits seit mindestens 1315 zur Lübbenauer Standesherrschaft gehört hatte, waren mindestens 1503 und 1506 die Herren von Draschwitz mit dem Ort belehnt. Spätestens 1527 wurde Groß Klessow wieder dauerhaft Teil der Standesherrschaft. Nach dem Prager Frieden kam Groß Klessow 1635 zum Kurfürstentum Sachsen. Im Jahr 1708 lebten neun Bauern und sieben Büdner im Ort, für das Jahr 1810 sind 16 Halbbauern, fünf Kossäten, vier Halbkossäten und ein Häusler verzeichnet. Das Kurfürstentum Sachsen war bereits 1806 zum Königreich erhoben worden.
Im Ergebnis des Wiener Kongresses kam Groß Klessow mit der gesamten Niederlausitz an das Königreich Preußen. Bei der Gebietsreform von 1816 wurde der Ort dem Kreis Calau in der Provinz Brandenburg zugeordnet. Zwei Jahre später hatte Groß Klessow 148 Einwohner. Das Dorf bestand ursprünglich aus 14 gleich abgesteckten Gehöften, zwischen 1833 und 1850 wuchs der Ort durch Zusiedlung weiter an. Bis 1846 stieg die Einwohnerzahl auf 181. Bei der Volkszählung vom 1. Dezember 1871 hatte die Landgemeinde Groß Klessow 224 Einwohner in 52 Haushalten; von den Einwohnern waren 110 Männer und 114 Frauen, 43 Einwohner waren Kinder unter zehn Jahren. Alle Einwohner waren evangelisch-lutherischer Konfession, Groß Klessow war seit jeher nach Lübbenau (St. Nikolai) gepfarrt.
Am 1. Januar 1926 wurden Klein Klessow und Redlitz nach Groß Klessow eingemeindet. Nach dem Ende des Zweiten Weltkrieges wurde Groß Klessow Teil der Sowjetischen Besatzungszone und ab 1949 der DDR. Mit der brandenburgischen Kreisreform 1950 schied Groß Klessow mit weiteren Gemeinden aus dem Landkreis Calau, der in den Landkreis Senftenberg umgewandelt wurde, aus und wurde dem Landkreis Lübben (Spreewald) angegliedert. Bei der Gebietsreform im Juli 1952 kamen die Orte an den neu gegründeten Kreis Calau im Bezirk Cottbus. Im nordöstlichen Teil der Gemeinde wurde 1957 das Kraftwerk Lübbenau errichtet, dieses war damals das größte Dampfkraftwerk Europas. Ab 1962 wurde südlich von Groß Klessow im Tagebau Seese-West Braunkohle gefördert. Mit der Bildung der Landwirtschaftlichen Produktionsgenossenschaften schlossen sich die Bauern in Groß Klessow und Redlitz in der LPG „Energie“ zusammen. Durch die Inanspruchnahme eines großen Teils der landwirtschaftlichen Nutzfläche durch den Braunkohlebergbau erfolgte später auch eine Zusammenarbeit mit der LPG Pflanzenproduktion Groß Beuchow. Der Tagebau wurde 1978 stillgelegt.
Nach der Wiedervereinigung lag Groß Beuchow zunächst im brandenburgischen Landkreis Calau. Dort schloss sich die Gemeinde 1992 dem Amt Lübbenau/Spreewald an. Der Landkreis Calau ging 1993 im neuen Landkreis Oberspreewald-Lausitz auf. Das Kraftwerk wurde 1996 stillgelegt und in der folgenden Zeit abgerissen. Am 26. Oktober 2003 wurden Groß Klessow mit Klein Klessow und Redlitz und die Orte Boblitz, Kittlitz, Bischdorf, Groß Beuchow, Hindenberg, Groß Lübbenau, Klein Radden, Leipe sowie Ragow in Lübbenau/Spreewald als Ortsteile eingegliedert.

## Einwohnerentwicklung
| Jahr | Einwohner |
| ---- | --------- |
| 1875 | 236       |
| 1890 | 212       |
| 1910 | 217       |

| Jahr | Einwohner |
| ---- | --------- |
| 1925 | 207       |
| 1933 | 257       |
| 1939 | 268       |

| Jahr | Einwohner |
| ---- | --------- |
| 1946 | 360       |
| 1950 | 353       |
| 1964 | 278       |

| Jahr | Einwohner |
| ---- | --------- |
| 1971 | 258       |
| 1981 | 225       |
| 1985 | 233       |

| Jahr | Einwohner |
| ---- | --------- |
| 1989 | 248       |
| 1996 | 294       |
| 2002 | 381       |

Gebietsstand des jeweiligen Jahres, ab 1933 mit Klein Klessow und Redlitz

## Kultur und Sehenswürdigkeiten
In Groß Klessow gibt es eine Freiwillige Feuerwehr, die am 28. Februar 1928 gegründet wurde. Außerdem liegt südlich des Ortes ein Reiterhof.

## Wirtschaft und Infrastruktur
Groß Klessow liegt östlich des Autobahndreiecks Spreewald, an dem die direkt nördlich des Ortes verlaufende Bundesautobahn 15 in die Bundesautobahn 13 übergeht. Die A 15 verläuft zwischen Groß und Klein Klessow. Der Ort ist über die Anschlussstelle Kittlitz an die Autobahn angebunden. Auf dem ehemaligen Kraftwerksgelände im nordöstlichen Teil von Groß Klessow befindet sich heute ein Gewerbegebiet, in dem unter anderem ein Logistikzentrum der Einzelhandelskette Kaufland und das Speditionsunternehmen Reinert Logistic mit einer Zweigstelle ansässig sind.

## Persönlichkeiten
- Gottfried Welk (1847–1938), Vater des Schriftstellers Ehm Welk, in Groß Klessow geboren